# Wolfram Koppen
Wolfram Koppen (ur. 1 lutego 1939 w Hamburgu, zm. 17 kwietnia 2011 tamże) – niemiecki judoka. Olimpijczyk z Monachium 1972, gdzie zajął piąte miejsce wadze lekkiej.
Uczestnik zawodów krajowych.

## Letnie Igrzyska Olimpijskie 1972
| Konkurencja | Rundy eliminacyjne       | Rundy eliminacyjne      | Rundy eliminacyjne        | Rundy eliminacyjne      | Repasaże                      | Klas. końcowa |
| Konkurencja | Przeciwnik I             | Przeciwnik II           | Przeciwnik III            | Przeciwnik IV           | Przeciwnik I                  | Miejsce       |
| ----------- | ------------------------ | ----------------------- | ------------------------- | ----------------------- | ----------------------------- | ------------- |
| 63 kg       | Giuseppe Tommasi (ITA) Z | Roberto Pacheco (PUR) Z | Karl-Heinz Werner (GDR) Z | Takao Kawaguchi (JPN) p | Bachaawaagijn Bujadaa (MGL) p | 5.            |